# Georg Riemenschneider
Georg Riemenschneider (Stralsund - Pomerània, 1 d'abril de 1848 - Breslau avui Wrocław (Polònia), 15 de setembre de 1913), fou un compositor i director d'orquestra alemany
Fou deixeble de Haupt i de Kiel, l'any 1875 fou cridat a Lübeck com a director d'orquestra, funcions que també desenvolupà a Gdańsk i en altres poblacions, dirigint per acabar, la Breslauer Concertkapelle.
Va compondre diversos poemes simfònics i les òperes Die Eisjunfrau i Mondeszauber, aquesta última representada a Danzig.